# Józef Widajewicz
Józef Widajewicz (ur. 16 lutego 1889 w Buszczu, zm. 16 września 1954 w Krakowie) – polski historyk, mediewista, profesor Uniwersytetu Jagiellońskiego.

## Życiorys
Urodził się 16 lutego 1889 w Buszczu (obecnie wieś w rejonie brzeżańskim obwodu tarnopolskiego na Ukrainie). Studiował historię na Uniwersytecie Lwowskim pod kierunkiem Stanisława Zakrzewskiego. Doktorat zdobył w 1913 pod kierunkiem Oswalda Balzera. Uczył w gimnazjach w Tarnopolu, Białej i Lwowie. W latach 1919–1937 pracował jako nauczyciel w Gimnazjum im. K. Marcinkowskiego w Poznaniu. Członek zwyczajny Poznańskiego TPN od 1925 roku. Habilitował się w 1927 na Uniwersytecie Poznańskim. Profesor nadzwyczajny historii Słowian Zachodnich na Uniwersytecie Poznańskim od 1937 roku. Podczas II wojny światowej zaangażowany w Krakowie w tajne nauczanie.
Profesor zwyczajny Uniwersytetu Jagiellońskiego (UJ) od 1945 roku. Członek korespondent PAU od 1945. Zajmował się skarbowością średniowieczną, początkami państwa polskiego oraz dziejami Słowiańszczyzny Zachodniej.
Pochowany na Cmentarzu Salwatorskim w Krakowie (kwatera SC5-10-11).

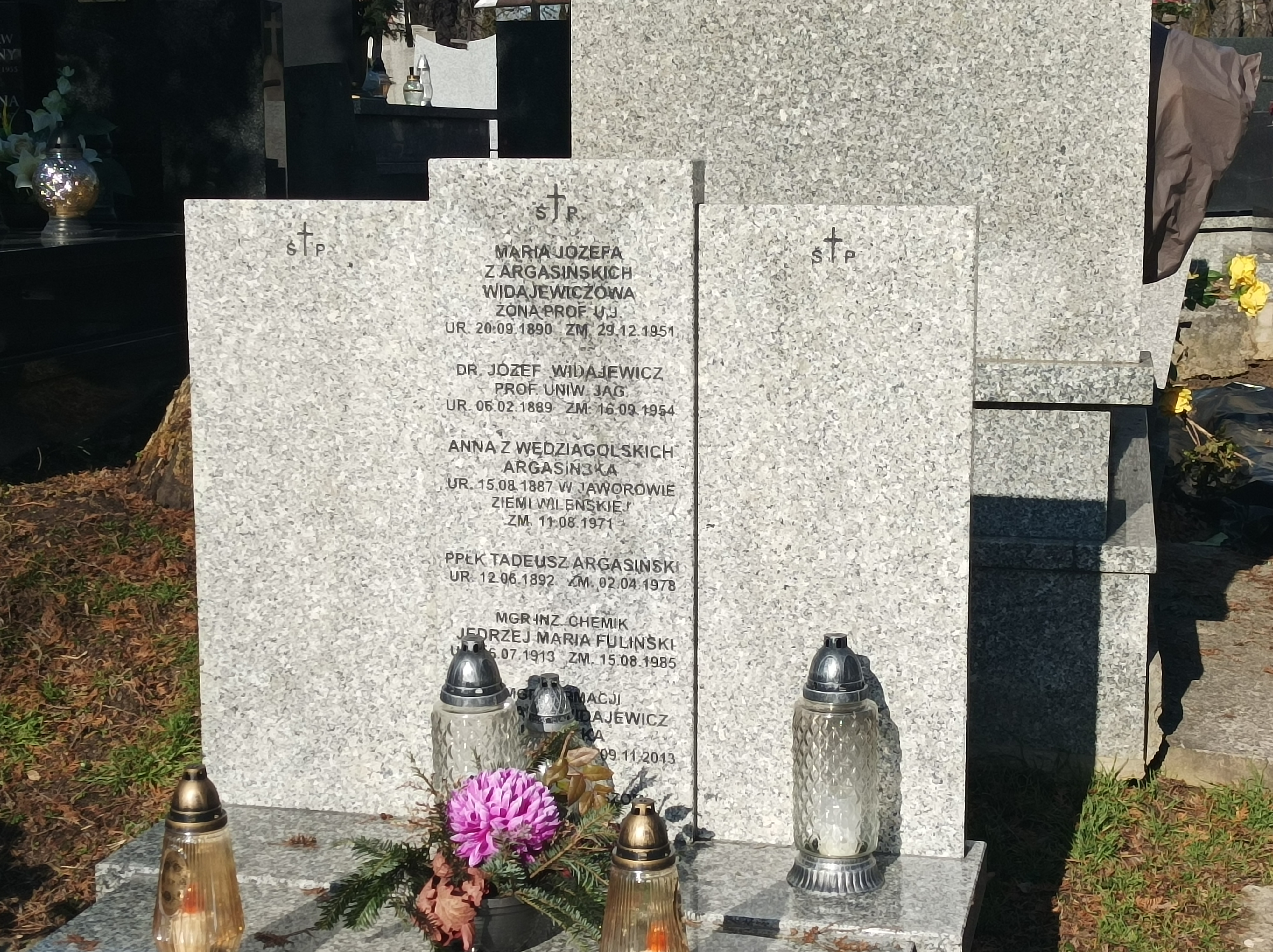
Grób Józefa Widajewicza i Tadeusza Argasińskiego na cmentarzu Salwatorskim

## Publikacje
- Powołowe-poradlne : danina ludności wiejskiej w dobie piastowskiej, Lwów: Towarzystwo dla Popierania Nauki Polskiej 1913.
- Ks. Stanisław z Brzeżanki brzeżański pleban buszczecki (1693–1738) : szkic historyczny, Lwów 1925.
- Z przeszłości Buszcza: studjum historyczne, Poznań: Fiszer i Majewski 1925.
- Danina stołu książęcego w Polsce Piastowskiej, Lwów: Towarzystwo Naukowe 1926.
- Licicaviki Widukinda : studjum onomastyczno-geograficzne, Poznań 1927.
- Carolus Henricus Meyer: Fontes historiae religionis Slavicae, Poznań: Instytut Zachodnio-Słowiański przy Uniwersytecie Poznańskim 1931.
- Słowianie zachodni na Bałtyku, Toruń – Warszawa: Instytut Popierania Nauki 1933.
- Wichman, Poznań: Poznańskie Towarzystwo Przyjaciół Nauk 1933.
- Bernhard Stasiewski: Untersuchungen über drei Quellen zur ältesten Geschichte und Kirchengeschichte Polens, Poznań: Instytut Zachodnio-Słowiański przy Uniwersytecie Poznańskim 1934.
- Wykłady uniwersyteckie prof. Tadeusza Wojciechowskiego „Dzieje narodów słowiańskich aż do roku 1000”, Poznań 1934.
- Przy ujściu Odry w drugiej połowie X wieku, Poznań: Poznańskie Towarzystwo Przyjaciół Nauk 1935.
- Untersuchungen über drei Quellen zur ältesten Geschichte und Kirchengeschichte Polens : Breslauer Studien zur historischen Theologie, Toruń: Baltic Institute 1935.
- Kraków i Poważe w dokumencie biskupstwa praskiego z 1086 roku, Poznań: Poznańskie Towarzystwo Przyjaciół Nauk 1938.
- Narzaz czy naraz?, Poznań: Instytut Zachodnio-Słowiański przy Uniwersytecie Poznańskim 1938.
- Słowianie zachodni, Kraków: Polski Związek Zachodni. Wojewódzki Zarząd Okręgowy 1945.
- Związki Pomorza Zachodniego z Polską, Kraków: Polski Związek Zachodni. Wojewódzki Zarząd Okręgowy 1945.
- Dawna wieś polska w relacji kolęd i pastorałek, Warszawa 1946.
- Niemcy wobec Słowian Połabskich, Poznań: Instytut Zachodni 1946.
- Studia nad relacją o Słowianach Ibrahima Ibn Jakuba, Kraków: Polska Akademia Umiejętności 1946.
- Słowianie zachodni a Niemcy w wiekach średnich, Katowice: Instytut Śląski 1946.
- Światopełk morawski a Bolesław Chrobry, Katowice: Instytut Śląski 1946.
- Weleci, Katowice: Instytut Śląski 1946.
- Państwo Wiślan, Kraków: Wydawnictwo Studium Słowiańskiego Uniwersytetu Jagiellońskiego 1947.
- Najdawniejsi proboszczowie parafii w Buszczu, Kraków: „Nasza Przeszłość” 1947.
- Początki Polski, Wrocław: Książnica-Atlas 1948.
- Serbowie nadłabscy, Kraków: Studium Słowiańskie U. J. 1948.
- Polska i Niemcy w dobie panowania Mieszka I, Lublin: Towarzystwo Naukowe Katolickiego Uniwersytetu Lubelskiego 1954.